# Llaguepe
Llaguepe es un pequeño poblado en el margen sur del Estuario del Reloncaví, en la comuna de Cochamó, Región de Los Lagos Chile.
Se puede acceder a Llaguepe a través de la Carretera Austral cruzando dese Caleta La Arena hasta Caleta Puelche, desde ahí al oriente por tierra y a una distancia de 17 kilómetros se encuentra Llaguepe. Este mismo camino comunica llega hasta la localidad de  Yates 9 kilómetros al oriente y  Río Puelo distante a 19 kilómetros de Llaguepe. 
Llaguepe se encuentra a los pies del Volcán Yates y desde aquí se pueden realizar excursiones para observar los campos de lava.
Llaguepe cuenta con la Escuela Rural Litoral.